# 1992 FZ1
1992 FZ1 är en asteroid i huvudbältet som upptäcktes den 28 mars 1992 av de båda japanska astronomerna Seiji Ueda och Hiroshi Kaneda i Kushiro.
Asteroiden har en diameter på ungefär 5 kilometer och den tillhör asteroidgruppen Vesta.